# Andrea Chénier (opera)
Andrea Chénier è un'opera lirica in quattro quadri di Umberto Giordano su libretto di Luigi Illica.
Dramma di ambientazione storica ispirato alla vita del poeta francese André Chénier, all'epoca della rivoluzione francese, è la più famosa opera lirica di Giordano. Il personaggio di Carlo Gérard trova il suo modello, invece, nel rivoluzionario Jean-Lambert Tallien.
Il 28 marzo 1896 avvenne la prima assoluta al Teatro alla Scala di Milano diretta da Rodolfo Ferrari, con Giuseppe Borgatti, che sostituì il tenore designato Alfonso Garulli. Grazie a lui, (anche se non era in periodo positivo) e grazie al soprano Evelina Carrera e al baritono Mario Sammarco, il successo fu trionfale.

## Trama

### Quadro primo
L'azione si svolge nella serra del Castello di Coigny. La rivoluzione francese è ormai alle porte, ma la nobiltà francese continua a vivere un'esistenza spensierata. La Contessa di Coigny dà una festa nel suo castello. Il giovane servitore Gérard, a sua volta figlio di un servo della famiglia, è intento ad addobbare la serra per la festa imminente e rimugina fra sé l'odio per la sua condizione servile e i suoi padroni. Solo un membro della famiglia si salva dal suo odio: la contessina Maddalena, della quale è segretamente innamorato. Alla festa interviene il poeta Andrea Chénier, che subisce le critiche della Contessa e uno scherzo dalla civettuola Maddalena.
Il giovane difende con vigore i suoi ideali contro i costumi corrotti dell'epoca, che stanno portando la società alla rovina; scongiura inoltre Maddalena, la cui innocenza lo ha colpito, di tenere in maggior conto un sentimento gentile come l'amore, caduto ormai nel disprezzo della società. Maddalena, a sua volta colpita dalle parole di Chénier, si scusa e lascia la festa, che viene interrotta poco dopo per l'ingresso di un gruppo di mendicanti introdotto da Gérard. La contessa rimprovera il suo servo, che sdegnato si toglie la livrea e si allontana con il padre. La festa riprende e gli invitati si lanciano in una gavotta.

### Quadro secondo
A Parigi nelle vicinanze del ponte Peronnet. Siamo nel periodo del Regime del Terrore e Robespierre imperversa. Chénier, che è incorso negli strali del governo rivoluzionario, viene costantemente pedinato da un "Incredibile" messogli alle costole da Gérard, ormai divenuto un capo della rivoluzione. Una donna ignota scrive da tempo a Chénier chiedendo protezione. Si tratta di Maddalena di Coigny, cui i rivoluzionari hanno ucciso la madre, e che è costretta a vivere nascosta, ormai ridotta in povertà. Si presta ad aiutarla la serva Bersi che per guadagnare dei soldi, per sé e per l'ex padrona, esercita la prostituzione (tra l'altro lei stessa fa da intermediaria col poeta). Chénier viene invitato, dall'amico Roucher, a partire per evitare di essere catturato dai rivoluzionari, ma il giovane vuol prima conoscere la misteriosa donna delle lettere. Una sera, vicino al ponte, i due giovani si incontrano e Chénier riconosce subito Maddalena, la ragazza altera della festa ora così profondamente mutata. Fra i due divampa subito l'amore ma improvvisamente, avvertito dall'"Incredibile", irrompe Gérard, ancora innamorato di Maddalena. Fra lui e Chénier si accende un duello, mentre Maddalena fugge. Chénier ferisce gravemente il rivale e questi, riconoscendolo, per amore di Maddalena, consiglia al suo feritore di fuggire assieme alla donna che ama, in quanto è ricercato dai rivoltosi. Al popolo che accorre dichiara di non conoscere l'uomo che lo ha ferito.

### Quadro terzo
Nel tribunale rivoluzionario. La Francia ha bisogno di soldati e denaro. Gérard, ormai guarito, cerca di convincere la folla a fare donazioni per la guerra che l'intera penisola muove contro la nazione. Una vecchia popolana cieca, Madelon, offre alla patria il suo unico nipote quindicenne, mentre l'"Incredibile", rimasto da solo con Gérard, lo esorta a consegnare Chénier presso il tribunale rivoluzionario, sapendo che la notizia della sua condanna si spargerebbe velocemente arrivando alla orecchie di Maddalena. Gérard esita, deluso dalla piega degli avvenimenti: non ha abbandonato la sua condizione di servo, poiché ora è servo stesso della Rivoluzione e del suo tribunale di morte. Come previsto, Maddalena si presenta al Tribunale, e, dopo una tentata violenza, si offre al suo ex servo perché salvi la vita di Chénier. Commosso, Gérard le promette di salvare la vita del poeta. Durante il processo, Andrea si difende da ogni accusa (Sì, fui soldato): successivamente, Gérard ritratta la denuncia, che viene però rinnovata dal pubblico accusatore Antoine Quentin Fouquier-Tinville. Chénier e gli altri prigionieri sono condannati a morte.

### Quadro quarto
Il cortile della prigione. Andrea Chénier, assistito dall'amico Roucher, si appresta a morire e scrive i suoi ultimi versi. Aiutata dal pentito Gérard, Maddalena riesce a ottenere un colloquio con Chénier e a corrompere la guardia. All'alba, quando i soldati vengono a prelevare i condannati, si sostituisce a una prigioniera, Idia Legray. Prende così posto sulla carretta a fianco dell'uomo che ama. I due si avviano sereni incontro alla morte, rapiti nell'estasi del loro amore. In un angolo Gérard piange, mentre in una mano tiene il biglietto scritto da Robespierre come risposta alla sua richiesta di grazia "Perfino Platone bandì i poeti dalla sua Repubblica".

## Brani famosi
- Son sessant'anni, o vecchio, romanza di Gerard, quadro I
- O pastorelle, addio, coro, quadro I
- Un dì all'azzurro spazio, improvviso di Chénier, quadro I
- Ecco l'altare, duetto tra Chénier e Maddalena, quadro II
- Nemico della patria?!, monologo di Gérard, quadro III
- La mamma morta, racconto di Maddalena, quadro III
- Sì, fui soldato, difesa di Chénier durante il processo, quadro III
- Come un bel dì di maggio, quadro IV
- Vicino a te s'acqueta, duetto tra Chénier e Maddalena, quadro IV

## Curiosità
- Lo spartito di Giordano non presenta alterazioni in chiave, secondo una prassi che sarà propria dei compositori di musica atonale. Si tratta tuttavia di un vezzo, poiché la scrittura musicale è perfettamente tonale.
- Una delle arie più famose dell'opera, La mamma morta (quadro III), interpretata da Maria Callas, fa parte della colonna sonora del film Philadelphia interpretato da Tom Hanks e Denzel Washington.
- Nel III quadro, durante la scena del tribunale, risuona ben chiaro il famoso Tristan-Akkord; subito dopo Gerard svela la presenza di Maddalena a Chénier, questi dopo averla vista è finalmente pronto a morire. Come in molte altre composizioni post Tristan und Isolde, la citazione del Tristan-Akkord ha la funzione di evocare il potente legame amore-morte.

## Registrazioni
| Anno | Cast (Andrea, Maddalena, Gérard)                    | Direttore             | Etichetta           |
| ---- | --------------------------------------------------- | --------------------- | ------------------- |
| 1931 | Luigi Marini, Lina Bruna Rasa, Carlo Galeffi        | Lorenzo Molajoli      | Columbia            |
| 1941 | Beniamino Gigli, Maria Caniglia, Gino Bechi         | Oliviero De Fabritiis | La voce del padrone |
| 1953 | Josè Soler, Renata Tebaldi, Ugo Savarese            | Arturo Basile         | Cetra               |
| 1955 | Mario del Monaco, Maria Callas, Aldo Protti         | Antonino Votto        | EMI                 |
| 1957 | Mario del Monaco, Renata Tebaldi, Ettore Bastianini | Gianandrea Gavazzeni  | Decca               |
| 1963 | Franco Corelli, Antonietta Stella, Mario Sereni     | Gabriele Santini      | EMI                 |
| 1976 | Plácido Domingo, Renata Scotto, Sherrill Milnes     | James Levine          | RCA                 |
| 1984 | Luciano Pavarotti, Montserrat Caballé, Leo Nucci    | Riccardo Chailly      | Decca               |
| 1988 | Neil Shicoff, Mirella Freni, Thomas Allen           | Giuseppe Sinopoli     | Deutsche Grammophon |

## Videografia
| Anno | Cast (Andrea, Maddalena, Gérard)                   | Direttore        | Etichetta       |
| ---- | -------------------------------------------------- | ---------------- | --------------- |
| 1985 | José Carreras, Éva Marton, Piero Cappuccilli       | Riccardo Chailly | NVC Arts        |
| 1997 | Luciano Pavarotti, Marija Hulehina, Juan Pons      | James Levine     | Decca           |
| 2015 | Jonas Kaufmann, Eva-Maria Westbroek, Zeljiko Lucic | Antonio Pappano  | Warner Classics |